# Jack Hawkins
Jack Hawkins (Wood Green (Londen), 14 september 1910 - Chelsea (Londen), 18 juli 1973) was een Brits acteur.

## Leven en werk
Hawkins maakte zijn filmdebuut in 1930 in Birds of Prey naast Nigel Bruce. Zijn bekendste rollen speelde hij in de jaren 50 en 60. Hij acteerde in de jaren 50 onder meer in Land of the Pharaohs (1955), The Bridge on the River Kwai (1957) en Ben-Hur (1959). Na het succes van de komische misdaadfilm The League of Gentlemen volgden in de jaren 60 nog rollen in Lawrence of Arabia (1962) en Zulu (1964). 
In 1965 werd keelkanker bij hem vastgesteld, waardoor hij zijn stem verloor. Veel van zijn rollen werden gedubd. Hij overleed in 1973 op 62-jarige leeftijd aan de gevolgen van een bloeding. 
Hawkins was tweemaal gehuwd: tussen 1932 en 1940 met actrice Jessica Tandy en van 1947 tot zijn dood met Doreen Lawrence. Hij had 4 kinderen.

## Filmografie (selectie)
- 1934 - Autumn Crocus (Basil Dean en Carol Reed)
- 1948 - The Fallen Idol (Carol Reed)
- 1949 - The Small Back Room (Michael Powell en Emeric Pressburger)
- 1950 - The Black Rose (Henry Hathaway)
- 1950 - The Elusive Pimpernel (Michael Powell en Emeric Pressburger)
- 1952 - Mandy (Alexander Mackendrick)
- 1953 - The Cruel Sea (Charles Frend)
- 1953 - Twice Upon a Time (Emeric Pressburger)
- 1953 - The Intruder (Guy Hamilton)
- 1955 - Land of the Pharaohs (Howard Hawks)
- 1957 - The Man in the Sky (Charles Crichton)
- 1957 - The Bridge on the River Kwai (David Lean)
- 1958 - Gideon's Day (John Ford)
- 1959 - Ben-Hur (William Wyler)
- 1960 - The League of Gentlemen (Basil Dearden)
- 1961 - Two Loves (Charles Walters)
- 1962 - Lawrence of Arabia (David Lean)
- 1963 - Rampage (Phil Karlson)
- 1964 - Zulu (Cy Endfield)
- 1964 - The Third Secret (Charles Crichton)
- 1965 - Lord Jim (Richard Brooks)
- 1966 - The Poppy Is Also a Flower (Terence Young)
- 1968 - Shalako (Edward Dmytryk)
- 1969 - Oh! What a Lovely War (Richard Attenborough)
- 1970 - Waterloo (Sergej Bondartsjoek)
- 1971 - Nicholas and Alexandra (Franklin J. Schaffner)
- 1971 - Kidnapped (Delbert Mann)
- 1972 - Young Winston (Richard Attenborough)

- Bibsys: 2121994
- Biblioteca Nacional de España: XX1374730
- Bibliothèque nationale de France: cb13895044n (data)
- Gemeinsame Normdatei: 12972274X
- International Standard Name Identifier: 0000 0001 2023 112X
- Library of Congress Control Number: n50025127
- Nationale Bibliotheek van Tsjechië: xx0135324
- Nationale bibliotheek van Australië: 35179972
- Nationale Bibliotheek van Israël: 987007450377305171
- Nationale Bibliotheek van Polen: a0000002365014
- Nederlandse Thesaurus van Auteursnamen: 07471614X
- Istituto Centrale per il Catalogo Unico: MILV233012
- SNAC: w6pv8kb6
- Système universitaire de documentation: 060837470
- Trove: 854191
- Virtual International Authority File: 29718200
- WorldCat: E39PBJwCY44c8KtxwpM34FDcyd